# Power (canção de Diljá)
"Power" é uma canção da cantora e compositora islandesa Diljá Pétursdóttir . A música representou a Islândia no Festival Eurovisão da Canção de 2023 após vencer o Söngvakeppnin 2023, a seleção nacional islandesa do Festival Eurovisão da Canção daquele ano. A música alcançou o primeiro lugar na Islândia.

## Festival Eurovisão da Canção

### Söngvakeppnin 2023
«Power» foi apresentada na primeira das duas meias-finais, a primeira das quais teve lugar a 18 de fevereiro de 2023. Foi apresentada a versão islandesa da canção, intitulada Lifandi inni mér, de acordo com as regras do concurso, segundo as quais, nas meias-finais, todos os trabalhos concorrentes deviam ser apresentados em islandês. Em cada semi-final, cinco dos dez concorrentes actuaram, e os dois concorrentes que foram determinados exclusivamente pelo público através de votação telefónica e da recém-introduzida aplicação RÚV Stjörnur passaram à final. De acordo com as regras do concurso, os organizadores podiam selecionar uma eliminatória facultativa adicional de entre os actos não qualificados, que passaria igualmente à final. Esta opção foi posteriormente invocada pelos organizadores, o que significou que um total de cinco actos se qualificaram para a final.
A final realizou-se a 4 de março de 2023. Na primeira ronda em que participaram os cinco finalistas, «Power» qualificou-se como um dos dois finalistas que passaram ao duelo final para se tornar o vencedor do concurso. Na ronda final, «Power» foi ao vencedora do Söngvakeppnin 2023, tornando-se a representante da Islândia no Festival Eurovisão da Canção de 2023.

### Na Eurovisão
A Islândia foi colocada na segunda meia-final, realizada em 11 de maio de 2023, e deveria atuar na primeira parte da final. A Islândia não conseguiu qualificar-se para a final.